# Семён Семёнович Чайка
Семён Ча́йка (настоящее имя Александр Исаакович Дубов, род. 26 июня 1967, Уссурийск, Приморский край, СССР) — российский теле- и радиоведущий. По образованию — режиссёр театра, актёр. С 1992 года работает ведущим авторских разговорных программ на радио и ТВ. С 29 мая 2012 года по 17 мая 2013 года ведущий шоу «Чайка» на радиостанции «Маяк»; с 19 мая 2013 года до мая 2014 года программный директор «Нашего Радио».
С 26 октября 2014 года руководит интернет-радиостанцией «Своё Радио».

## Биография
Родился 26 июня 1967 года в Уссурийске Приморского края в актёрской семье.
В 1984 году окончил школу, устроился работать на завод. Вскоре был призван на срочную службу армию. Службу он проходил в рядах спецназа.
Отслужив в армии получил режиссерское образование. Работал в театре как актёр и режиссер.

### В Краснодаре
В 1990 году переехал в Краснодар.
В 1992 году начинал свою публичную карьеру в городе Краснодаре ведущим эфира на радио «Пионер» (бывшее радио «Фермата»). Затем работал на «Радио-Х», где помимо ведения эфира стал заниматься и программным руководством. Параллельно с работой на радио открыл своё рекламное агентство «Визави». Агентство работало с «Радио РОКС». В результате стал соучредителем «Радио РОКС Регион», слив с ним свой бизнес. Вскоре была создана аудио-мастерская «Три-Тон».
В 1997 году в составе компании «Радио РОКС Регион» помимо радиостанции «РОКС», рекламного агентства «Визави», туристического агентства «РОКС-Тур», аудио-мастерской «Три-Тон» была открыта радиостанция «Новое Радио», получившая в Краснодаре частоту 106.0 FM. На «Новом Радио» он был программным директором, художественным руководителем и ведущим. Также записывал рекламные ролики.
После экономического кризиса 1998 года радиостанция была закрыта, как и весь холдинг «Радио РОКС Регион».
В 2000 году в возрасте 33 лет вместе с женой и сыном переехал в Москву.

### В Москве
Переехав в Москву начал работать ведущим на радиостанции «Милицейская волна 107.8». В августе 2000 года была создана радиостанция «Шансон» и Семён Чайка был приглашён на работу ведущим туда.
Тогда мне казалось, что шансон — это Шарль Азнавур, Эдит Пиаф, Вертинский… Только подписав контракт, я понял, что формат данного радио не совсем соответствует моим представлениям… Но пришлось проработать целый год.
Затем ушёл работать на радио «Максимум» копирайтером, в эфире не появлялся.
В 2003 году Чайку пригласили на новую разговорную радиостанцию «Радио On Line», создававшуюся в составе холдинга «Проф-Медиа». Вещание началось 1 сентября 2003 года на частоте 88.7 FM. В команде ведущих-разговорников были Константин Михайлов, Лика Длугач, Ксения Стриж, с которой Чайка ранее работал в параллельном эфире на радио «Шансон». 4 декабря 2003 года в московском клубе «Суфле» состоялась вечеринка-презентация «Радио On Line». Чайка вёл шоу «Чайкино гнездо» с 14 до 16 часов и несколько других передач.
Однако уже через полгода руководство радиостанции решило изменить формат с разговорного на музыкально-развлекательный. Радио «Он-Лайн» переименовали радио «Диско», а из ведущих оставили только Семёна Чайку и Ксению Стриж. Радио «Диско» появилось на частоте 88.7FM 1 июня 2004 года.
По результатам ежегодного рейтинга «Люди года», подготовленного компанией Rambler, ведущий Семён Чайка признан «Человеком года» в категории «Радио» за 2004 год.
В сентябре 2005 года радио «Диско» было закрыто (его на частоте сменило Юмор FM), а Чайку и Стриж попросили уйти по соглашению сторон.
С 2005 года до февраля 2012 года работал на радио «Сити ФМ», входившее в медиахолдингом «Газпром-Медиа», где вёл передачи «Вечернее Шоу Семёна Чайки», «Секс в большом городе». Главный редактором радиостанции до конца 2011 года был Александр Герасимов.
Помимо этого в 2007—2008 годах работал ведущим программы «Доброй Ночи» на «Первом Канале» в паре с Ксенией Стриж, ведущим программ «Взрослые Игры» и «Детская Площадка» на телеканале «Здоровое ТВ», «Утречко» и «Реальное время» на телеканале «Доверие» и ведущим программы «Ближе к телу» на телеканале «Мужской».
В ноябре 2010 года ведущий «Сити ФМ» Семён Чайка стал обладателем премии «Светский журналист года» в номинации «Радио».
С мая 2012 года по май 2013 года — на Радио Маяк, вёл собственное ночное шоу «Чайка». Первый эфир состоялся 29 мая 2012 года, а последний — в ночь с 16 на 17 мая 2013 года.
В мае 2013 года назначен программным директором радиостанции «Наше радио», а через неделю, 21 мая 2013 года, в эфире «Нашего Радио» стала выходить его программа «Живые». Эфир был с 21 до 23 часов по московскому времени. Летом 2013 года был продюсером фестиваля «Нашествие». 6 апреля 2014 года стало известно, что Семён Чайка покинет свою должность и вообще «Наше радио» в мае.
16 мая 2014 года Семён Чайка начал сбор 2 миллионов рублей на организацию радиостанции «Своё Радио». 19 июня 2014 в Москве состоялся Большой концерт в поддержку «Своего радио», в котором приняли участие группы «Конец фильма», «Znaki», «Монгол Шуудан», «Бобры», «Ключи», «Старый приятель», проект «3Х3», «RadioLife», а также Константин Арбенин. 1 августа 2014 года сбор был завершён, а 26 октября 2014 года Чайка запустил радиостанцию «Своё радио».
В 2014 и 2015 годах был одним из ведущих фестиваля живой музыки «Воздух» в Карелии. Летом 2014 года — вместе с Олегом Гаркушей, а летом 2015 года вместе Александром «Чачей» Ивановым.
С октября 2021 года на радиостанции «Радио Звезда» ведёт программу «Трудоголики».
В конце 2019 года совместно с партнерами создал «Школу радио и телевидения на Шаболовке», в которой работает в том числе и педагогом.

## Литературная деятельность
Совместно с Натальей Толстой написал книги «Между сексом и любовью» и «О чем молчат в постели».

## Семья
Супруга — Юлия (Дубова). В браке двое детей — сын Артем (1996 года рождения) и дочь Елизавета (2001 года рождения).